# 23-Маріна
23-Marina — 90-поверховий житловий хмарочос, збудований у місті Дубаї компанією Hiranandani Group. Його висота становить 392,8 м. До завершення будівництва хмарочоса Princess Tower він вважався найвищим житловим будинком у світі. На 2015 є 4-м за висотою будинком у місті, 17-м за висотою в Азії та 23-м за висотою у світі.

## Особливості планування
У будівлі розташовані 291 квартира та 57 басейнів. Кожна дворівнева квартира хмарочоса має власний ліфт.
У травні 2007 будівельна компанія оголосила про завершення робіт з будівництва фундаменту будівлі, що включали відкопування котловану, пальові роботи та будівництво стіни в ґрунті. Будівництво самого хмарочоса завершено у серпні 2011. 79% квартир 23-Marina було продано ще до завершення будівництва.

## Галерея
|                 |
| 21 вересня 2007 |

|               |
| 18 січня 2008 |